# Мотронівка
Мотроні́вка (колишні назви — Матронівка, Полозовка) — село в Україні, у Вільногірській міській громаді Кам'янського району Дніпропетровської області. Населення за переписом 2001 року складало 167 осіб.

## Географія
Село Мотронівка знаходиться на автомобільній дорозі Т 0423, примикає до села Новоукраїнка, на відстані 1 км від села Новоганнівка.

## Історія
Колишній козацький хутір, названий на честь дочки Василія Кочубея Мотрі.
За даними на 1859 рік в Матронівці при вершині річки Самоткань мешкало 69 осіб (32 чоловіки та 37 жінок), налічувалось 20 дворів.
Під час організованого радянською владою Голодомору 1932—1933 років померло щонайменше 94 жителі села.

## Населення

### Мова
Розподіл населення за рідною мовою за даними перепису 2001 року:
| Мова            | Відсоток |
| --------------- | -------- |
| українська      | 89,2 %   |
| російська       | 4,8 %    |
| білоруська      | 3 %      |
| молдовська      | 2,4 %    |
| інші/не вказали | 0,6 %    |